# Vosztok–6
A Vosztok–6 (oroszul: Восток-6 – magyarul Kelet) a szovjet Vosztok-program hatodik, egyben utolsó emberes küldetése volt. A repülésnek két fő célja volt: a világ első női űrhajósának világűrbe juttatása, valamint egy hosszú időtartamú szimultán űrrepülés végrehajtása egy másik űrhajóval, a Vosztok–5-tel. Ahogy a program korábbi repülésein, úgy ezen is világrekordok felállítása, elsőségek learatása volt a szovjet vezetés célja.
Az űrhajó utasa Valentyina Tyereskova volt, egy ötfős női űrhajóscsoportnak a történelmi repülésre kiválasztott tagja. Eredetileg a programban nem tervezték nők repültetését, ám Gagarin repülése után felmerült az ötlet – lényegében pusztán ideológiai és nem tudományos alapon –, hogy ne csak férfiakat küldjön fel a Szovjetunió, amelyet rövid vita után elfogadott a legfelsőbb pártvezetés. Nem lévén nő a katonai pilóták körében, egy bizottság a szovjet repülő- és ejtőernyős sportklubok tagjai között toborzott női űrhajósjelölteket és 1962. március 3-án 3 fő, egy hónappal később további 2 fő jelölésével megalakult az első női űrhajóscsoport. Egy évnyi kiképzést követően Szergej Koroljov és Nyikolaj Kamanyin Valentyina Tyereskovát jelölte repülésre (tartalékul pedig Irina Szolovjovát).
A Vosztok–5 társűrhajó 1963. június 14-ei startját követően Valentyina Tyereskova 1963. június 16-án startolt a Bajkonuri űrrepülőtér 1-es számú starthelyéről. A Föld körüli pályára állás tökéletesen sikerült, ezzel hivatalosan is Tyereskova lett az első nő a világűrben. A startot követően nem sokkal a két űrhajó 5 kilométerre közelítette meg egymást, majd a két űrhajós rádiókapcsolatot is létesített.
A Vosztok–6 közel három napig közös repülést végzett a Vosztok–5 űrhajóval, ezalatt több mint 2 millió kilométert tett meg a világűrben. Az űrrepülés feladatai közé tartozott az emberi szervezetre ható különböző tényezők további tanulmányozása, fizikai és űrbiológiai kísérletek, illetve vizsgálatok végrehajtása, különös figyelemmel a sugárzások káros élettani hatásai ellen történő védekezésre. További feladat volt a Föld felszínének és légkörének megfigyelése, valamint az űrhajó irányítására szolgáló tökéletesített rendszerek – kézi vezérlés, rádiókapcsolat – kipróbálása, az űrhajókra és utasaikra gyakorolt közegellenállás mértékének – fel- és leszállás, repülés közben – meghatározása, valamint a mikrometeorok és a kozmikus poranyag hatásainak mérése.
Tyereskova kétoldalú rádiókapcsolatot tartott a földi irányítóközponttal és a Vosztok–5 űrhajót irányító Valerij Fjodorovics Bikovszkij űrhajóssal. A rádiókapcsolat mind rövidhullámon, mind VHF sávon zajlott. A VHF állomások mindegyikét Zarja (hajnal) néven ismerték. Minden egyes Zarja állomás helyét beazonosították a Szovjetunió területén. Több alkalommal volt helyszíni televíziós közvetítés az űrhajók fedélzetéről.
Szakmai feladatát befejezve az űrhajó 1963. június 19-én automatikus visszatérési üzemmódban Karagandától északkeletre, 620 kilométer távolságban szállt le 2 nap 22 óra 50 perc repülés, 48 Föld körüli keringés után.

## Személyzet
| Beosztás   | Kozmonauta                          | Kozmonauta                          |
| ---------- | ----------------------------------- | ----------------------------------- |
| Parancsnok | Valentyina Tyereskova (1) űrrepülés | Valentyina Tyereskova (1) űrrepülés |

Tartalék
| Beosztás   | Kozmonauta                     | Kozmonauta                     |
| ---------- | ------------------------------ | ------------------------------ |
| Parancsnok | Irina Szolovjova (0) űrrepülés | Irina Szolovjova (0) űrrepülés |

(1) Zárójelben a sikeres űrrepülések száma személyenként, beleértve ezt a missziót is.

## Előzmények

### A program előző repülései
A Vosztok–program repülései egy határozott fejlődési vonalat rajzoltak ki. Elsődleges céljuk az első ember világűrbe juttatása volt, majd ennek teljesülése után a mind merészebb teljesítményekkel egyfajta technológiai felsőbbrendűség bizonyítása az űrverseny keretében. Néhány ember nélküli automatikus repülést követően 1961. április 12-én Jurij Gagarin volt az első űrhajós, aki Vosztok–1 jelű űrhajóján Föld körüli pályára állt és egy Föld körüli fordulatot tett, ezzel teljesítve a Vosztok-repülések elsődleges célját.
1961. augusztus 6-án German Tyitov űrhajója, a Vosztok–2 szállt fel, hogy 17 Föld körüli fordulatos útján egy napot meghaladó időtartamot teljesítsen odafönn. Ezzel a repüléssel egyrészt igazolta a szovjet űrkutatás, hogy Gagarin sikere nem afféle „véletlen” teljesítmény volt, hanem erre bármikor képesek. Sőt, ezzel a teljesítménnyel alaposan leelőzték a NASA Mercury-programját, amelyben az idő tájt mindössze két 15 perces szuborbitális repülésre, ún. „űrugrásra” voltak csak képesek az amerikai ellenlábasaik. Ezzel a program másodlagos célját is beteljesítették a szovjetek.
A rá következő repülések még merészebb módon növelték az amerikaiakkal szemben megszerzett technológiai előnyt. Miközben John Glenn egy Gagarinéhoz hasonló rövid orbitális repülést teljesített a Friendship 7 fedélzetén, a Vosztok–3 és Vosztok–4 repülését egy időben történő szimultán repülésnek tervezték és végül 1962. augusztus 11. és augusztus 15. között 4 illetve háromn napos időtartamban teljesítették Andrijan Nyikolajev és Pavel Popovics űrhajósok.

### Női űrhajósok válogatása
A program legénységválogatása már 1959 első felében elkezdődött és az akkor felállított követelményrendszer alapján 1960 májusára kialakult egy csupa férfiakból álló űrhajóscsoport, amelynek tagjaiból került ki a világ első űrhajósa és később az újabb Vosztok-repülések legénysége. 1961 nyarán – Jurij Gagarin és German Tyitov repülését követően – Nyikolaj Kamanyin tábornok, az űrhajóscsoportért felelős vezetője vetette fel az ötletet, hogy nőket is ki kéne választani és űrhajóssá képezni őket.
A tábornok fel is állított egy érvrendszert erre vonatkozólag:
- A nők nyilvánvalóan fel fognak jutni a világűrbe – ezért jobb a lehető leghamarabb elkezdeni a felkészítésüket egy ilyen útra.
- Semmilyen körülmények között nem fordulhat elő, hogy az első nő a világűrben amerikai legyen – ez sértené a szovjet nők hazafias érzéseit.
- Az első női űrhajós a kommunizmus ugyanolyan nagy szószólója lehet, mint amilyen Gagarin és Tyitov lett[1]

Kamanyin ötletét szakmai körökben nem fogadták nyitottan, Szergej Koroljov, a Szovjet Tudományos Akadémia elnöke, Msztyiszlav Keldis, vagy a honvédelmi miniszter, Rogyion Malinovszkij ellenezte az ötletet. Kamanyin azonban megkerülve főnökeit, közvetlenül Hruscsov elé vitte az ötletét, aki viszont támogatta azt. Ennek nyomán 1961. december 30-án az SZKP Központi Bizottsága elfogadta a tervet, mely szerint a szovjet űrprogram számára 16 új űrhajósjelöltet kell toborozni, beleértve 5 női jelöltet is. A férfiak válogatása ugyan határozatlan időre elhalasztódott, ám a női űrhajósjelöltek felkutatása azonnal elkezdődött.
Egy repülőorvosokból álló csoport bejárta a Szovjetunió repülőklubjait és kiválasztott 400 nőt, aki az elsődleges követelményeknek megfelelt. 1962 januárjára egy széles körű tesztsorozat nyomán a 400 fős jelöltlistát 52 főre csökkentették. Végül 1962. március 3-ra egy jelölőbizottság – amelyben maga Gagarin is részt vett – 3 főt választott ki. További megfontolások alapján egy hónappal később még két további jelölt csatlakozott hozzájuk, így alakult ki a végleges, 5 fős női űrhajóscsoport:
- Tatyjana Kuznyecova
- Valentyina Ponomarjova
- Irina Szolovjova
- Valentinya Tyereskova
- Zsanna Jorkina[2]

### A személyzet kiválasztása
Az ötfős női űrhajóscsoport a kiválogatása után folyamatos tréningben volt. A csoport tagjai eredendően ejtőernyősök voltak különböző sportklubokban, de az űrhajóssá váláshoz sokrétű gyakorlatra kellett szert tenni. A gyakorlás centrifuga tesztekben, Tu–104-es repülőgépeken végzett súlytalansági gyakorlatokban, UTI MiG–15 vadászrepülőgép kiképzésben, vízi és szárazföldi túlélési gyakorlatokban, csillagászati oktatásban, és a Vosztok űrhajó megismerésében merült ki. (Az Il–14-es repülőgépekből végzett fejenkénti 80–90 ejtőernyősugrás – amivel a Vosztok űrhajó leszállásának legutolsó fázisát gyakorolták – pedig inkább volt felüdülés számukra, mint gyakorlás).
A tréningprogram végére az öt fő egyike, Kuznyecova lemorzsolódott a centrifugabeli és a nyomáskamrabeli gyenge teljesítménye alapján, miközben a többiek közül Ponomarjova és Tyereskova kezdett egyre inkább kiemelkedni.
A legénységválasztásra szovjet szokás szerint csak röviddel a repülés előtt került sor, a női űrhajósé azonban 5-6 héttel a start előtt megtörtént. Több hetes vitafolyamat vezetett az 1963. május 21-ei döntéshez. A döntéshozók két ellentétes csoportra oszlottak, amelyek egyike Tyereskovát akarta, a többiek pedig Ponomarjovát. Hetekig zajlott a vita, amelyben végül a program felelősei Valentyina Tyereskovában találták meg a történelmi repülés jelöltjét.
A társűrhajó, a Vosztok–5 ülésére négy űrhajós is pályázott, Valerij Bikovszkij, Jevgenyij Hrunov, Alekszej Leonov és Borisz Volinov. A csoport lényegében folyamatosan gyakorolt egy űrrepülésre, mégis a Bikovszkij-Volinov páros tartott egy kicsit előrébb a felkészülésben. Bikovszkij felé még az is billentette a mérleg nyelvét, hogy ő volt a legkönnyebb testsúlyú a többiek között és a tömeg meghatározó tényező volt, mivel a hosszabb repüléshez szükséges módosítások így is a Vosztok rakéta teljesítőképességének határáig juttatták az űrhajó tömegét. Koroljov és Kamanyin végül a Bikovszkij-Volinov párost választotta (előbbit a repülés fő jelöltjeként, utóbbit tartalékul).
A jelöléseket kicsit később hozták nyilvánosságra, egy Tyura-Tamba utazott újságírócsoport előtt, ünnepi sajtótájékoztatón jelentette be Nyikolaj Kamanyin 1963. június 7-én, hogy a világ első űrhajósnője Valentyina Tyereskova lesz (tartaléka Irina Bajanovna Szolovjova), míg a szimultán repülés férfi űrhajósául Valerij Bikovszkijt (tartalékául pedig Borisz Volinovot) jelölték ki.

### Tervezés
A Vosztok-program természeténél fogva – miszerint nem volt előre lefektetett terv a repülések egymás utániságára – csak a Vosztok–3 és Vosztok–4 páros repülését követően indult el a gondolkodás a legközelebb következő repülésről. Először egy szóló repülés ötlete merült fel egy női űrhajóssal, majd egy szimultán repülés egy férfivel és egy nővel (a férfi 7-8, a nő pedig 2-3 napig repült volna az elképzelés szerint). De sokáig az is vita tárgyát képezte, hogy szóló, vagy szimultán repülés legyen-e egyáltalán. Később még több opció is felmerült (pl. szimultán női repülés), többféle időtartam variáció mellett. A légierő, a hadsereg és a párt magas rangú vezetői hosszú vita után végül 1963 tavaszára jutottak végső döntésre, amelyet az SZKP Központi Bizottsága 1963. március 21-i határozatában öltött testet: a következő emberes űrrepülés szimultán repülés lesz, az egyik űrhajón egy nővel, a másikon egy férfival, legkésőbb 1963 augusztusában.
Ezt követően egy furcsa felismerés alakította át a program menetét, Koroljov mérnökei észrevették, hogy a még rendelkezésre álló, legyártott űrhajók szavatossági ideje lejár és ha nem használják fel őket 1963. június 15-ig – jóval az augusztusi határidő előtt –, az űrhajókat le kell selejtezni. Ezért a tervezett startdátumot és a legénységválasztás előre kellett hozni, a kiképzést pedig felgyorsítani. A mérnökök először még megpróbáltak megpróbáltak módot találni, hogy meghosszabbítsák az űrhajók élettartamát, de ezt hamar elvetették, helyette egy előrehozott startot terjesztettek fel döntésre, amit az SZKP Központi Bizottsága 1963. április 29-i határozatában fogadott el és jelölt ki 1963. május-júniusára. Egyben döntöttek a páros repülés időtartamáról is, a férfi űrhajós 8 napos, a nő 3 napos űrutazásra készülődhetett.
A repülés előkészítését az SZKP KB döntése után egy állami bizottság vette át (élén Szergej Tyulin miniszterhelyettessel és tagjai között Szergej Koroljov főkonstruktőrrel, Nyikolaj Kamanyin személyzeti főnökkel, Valentyin Glusko rakétakonstruktőrrel és más magas rangú katonával a Szovjet Légierőtől, a Stratégiai Rakéta Parancsnokságról, vagy tudóssal a Szovjet Tudományos Akadémia részéről). Első ülésüket 1963. május 10-én tartották, ahol megállapították, hogy (jó néhány hiba kijavítása után) az űrhajók készen állnak. Kicsit később a bizottság egy szűkített létszámú munkacsoportja kijelölte a startdátumot is, június 3-5 közé.
Május 27-én a bizottság Tyuratamba repült, hogy a helyszínen készítse elő a repülést. A helyszínen újabb problémákat talált a bizottság, ezért a startot további 4-5 nappal elnapolták. A problémák elhárítását követően az első űrhajó, a Vosztok–5 számára június 8-át jelölték ki a startra, azonban a rádiórendszer újabb hibája miatt ezt is el kellett napolni, június 11-re. A döntés a női űrhajós startját két nappal későbbre írta elő.
Június 10-én Moszkvából értesítették a tyura-tam-i csoportot, hogy a naptevékenység jelentősen aktívabb lett és a magaslégköri régiókban élesen megnőtt a sugárzás. A jelenség okozója, egy napkitörés június 8-án keletkezett és a sugárzás szintje 5-8 napos periódusban volt várhatóan magasabb a kelleténél, a kettős repülés startidőpontjai így június 14-re és június 16-ra tolódtak ki.

### A Vosztok–5 szóló repülése
A Vosztok–5 1963. június 14-én szállt fel. Lényegében ez volt az egész program legproblémásabb indítása. Előbb az UHF rádió hibájára derült fény, majd egy biztonsági retesz okozott starthalasztást, végül a Vosztok rakéta harmadik fokozatának kisebb hibája miatt kellett eltolni a startot. De a start pillanata is okozott váratlan eseményt, az űrhajó külső energiaellátásának kábeleit nem sikerült lecsatlakoztatni, az irányítás úgy döntött, hogy így is engedélyezik a startot, az űrhajó pedig egyszerűen elszakította a vezetékeket. A legnagyobb probléma azonban a hibás pályára állás volt, a Vosztok–5 az eredetileg tervezetthez képest alacsonyabb pályára állt, így az eredetileg 8 napra tervezett repülést 5-6 napra kellett lerövidíteni, mivel az alacsonyabb pályáról a légkör természetes fékező hatása hamarabb lassította le az űrhajót, így hamarabb is kellett visszatérnie a Földre.
A tervek szerint a Vosztok–5 két napig egyedül repült – hiszen az egyetlen rendelkezésre álló indítóállást újra fel kellett készíteni és a Vosztok–6 startjához megannyi műveletet kellett elvégezni – majd csak azután következhetett a szimultán repülés Tyereskovával. Az űrrepülés feladatai közé (egyéb más kisebb feladatok mellett) fizikai és űrbiológiai kísérletek, a Föld felszínének és légkörének megfigyelése, az űrhajó irányítására szolgáló tökéletesített rendszerek kipróbálása tartozott.
Bikovszkijnak első keringés során kézi vezérléssel változtatnia kellett az űrhajó térbeli helyzetét. Az űrhajós meglepetéssel tapasztalta, hogy várakozásaihoz képest milyen lassan fordul az űrhajó. Másik tapasztalata volt, hogy jégdarabokból álló felhő követte az űrhajóját és rajta keresztül nehezen látta még magát a földfelszínt is (vélhetően a pályáraálláskor a Vosztok rakéta harmadik fokozatából kiömlő maradék üzemanyag ömlött ki és ahogy cseppekre szakadt, megfagyott és így hozta létre az űrhajóval szinte azonos pályán repülő jégfelhőt). Az előző páros repüléshez hasonlóan negyedik keringésben Nyikita Hruscsov pártfőtitkár folytatott rádióbeszélgetést az űrhajóssal. A tizennyolcadik körben pedig – elődeihez hasonlóan Bikovszkij is kicsatolhatta magát az üléséből és szabadon lebeghetett egy keveset a kabinban.

## A repülés

### A start
Tyereskova számára a start előtt előírtak egy titkos kódnyelvet: ha minden rendben volt, azt kellett jelentenie, hogy „kitűnően érzem magam”, ha kétségek merültek fel, hogy valamilyen okból (pl. rosszullét miatt) nem biztos, hogy végig lehet vinni a repülést, „jól érzem magam” üzenettel kellett jeleznie, ha pedig nagy baj volt, „kielégítően érzem magam” volt az egyezményes jel.
A startprocedúra a Vosztok–6 esetén nagyon simán zajlott. A kialakult szokásnak megfelelően Tyereskovát és tartalékát, Irina Szolovjovát egy kisbusszal vitték ki a startasztalhoz, ahol a repülésre felkészült űrhajósnő szabályos jelentést tett a felkészültségéről, majd virággal köszöntötték őt (melyet természetesen nem vitt magával az űrbe, hanem Koroljov gondjaira bízott), aztán következhetett a beszállási procedúra. Az űrhajósnő nagyon izgult, a beszálláskor a pulzusa 140-re emelkedett. A startra 1963. június 16-án, 9:29:52-kor (UTC) került sor. Tyereskova rádió hívójele Csajka (=Sirály) lett a start pillanatától kezdve.
A start után a Vosztok–6 rendben pályára állt, ezzel utasa a világ első női űrhajósa lett, aki az űrben járt. Az űrhajó, ellentétben a Vosztok–3 és Vosztok–4 korábbi szimultán repülésénél választott módszerrel, eltérő időzítéssel startolt, kb. 30 fokkal előbb repült a Vosztok–5-ével megegyező inklinációjú és nagyon hasonló ellipszisű (180,9 * 231,1 kilométeres) pályán. A két űrhajó pályaellipsziseinek eltérése azt eredményezte, hogy minden egyes keringésben mindössze két rövidebb periódus volt, amikor közel repültek egymáshoz. Az egyik ilyen közelítés nem sokkal a start után következett el, amikor Bikovszkij és Tyereskova 5 kilométerre – az egész repülés legkisebb távolságára – közelítette meg egymást.

### Az orbitális szakasz
A repülés azzal kezdődött, hogy a két űrhajós megpróbálta megpillantani egymás űrhajóját a Föld körüli pályán. Bikovszkijnak nem sikerült megpillantania a Vosztok–6-ot, míg Tyereskova látta a társűrhajót (az elemzések később azt állapították meg, hogy az űrhajósnő inkább a Vosztok rakéta harmadik fokozatát látta és nem a másik Vosztokot). A második feladat a rádiókontaktus megteremtése volt a két űrhajó között. Mindössze fél óra telt le a start után, amikor 10:00 órakor (UTC) Bikovszkij és Tyereskova közvetlenül beszélhetett egymással rádión. Egy órával később pedig élő televízióközvetítést sugárzott a moszkvai televízió a Vosztok–6 fedélzetéről. A harmadik keringésben pedig egy harmadik, immár hagyományos „kommunikációs gyakorlatnak” is szerét ejtették: a Kremlt kapcsolták össze Tyereskova űrhajójával és Nyikita Hruscsov beszélgetett az űrhajósnővel. A közvetlen kommunikáció azonban nem volt lehetséges az egész repülés ideje alatt, a második nap közepétől a pályaeltérések annyira messzire vitték egymástól az űrhajókat, hogy a rádiókapcsolat – vélhetően a Föld rádióárnyéka miatt – végleg megszakadt (mindössze Tyereskova volt képes venni néhányat az irányítás által Bikovszkijnak szánt rádióüzenetei közül).
Az első körökben Tyereskova a German Tyitovnál tapasztalt rosszulléthez hasonló érzéssel küzdött. Az irányításban tárgyalni is kezdték a repülés idő előtti megszakításának lehetőségét, majd Tyereskovát is megkérdezték róla, de az űrhajósnő szilárdan állította, hogy már jobban van és kérte, hogy ne szakítsák meg a repülést. Az űrhajósnő egészségi állapotának pozitív alakulását a telemetriai adatok is alátámasztották. Megszakítás helyett a műveleti tervnek megfelelően aludni küldték mindkét űrhajóst. Az űrhajósnő közérzete azonban a továbbiakban sem lett teljesen problémamentes: a második napon fájni kezdett a jobb lába, amely egyre romlott, de emellett a szkafander is törte vállát és a fejhallgatót is tartalmazó sapka dörzsölte a fülét. A legnagyobb incidenst pedig egy étkezés hozta el, amikor Tyereskova váratlanul elhányta magát (bár ennek az oka inkább az étel rossz íze volt, mintsem a súlytalanság hatása).
Június 17. reggelén az egész páros űrrepülés legnagyobb horderejű döntését hozta meg az irányítás. A Vosztok–5 startjakor mért adatokból nyilvánvalóvá vált, hogy az űrhajó nem a tervezett pályára állt, három napnyi repülési idő alatt pedig a pályaeltérés hatásai is tisztázódtak, a Vosztok–5 sokkal jobban fékeződött, mint várták, alig több mint hét nap alatt természetes úton is visszatért volna az űrkabin a légkörbe. Az irányításnak – hogy megakadályozzák az űrhajó kontrollálatlan visszatérését – döntést kellett hozni a repülés lerövidítéséről és a visszatérés időpontjáról is. Ez kihatással volt a Vosztok–6 repülésére is, Tyereskova visszatérését is egyszerre jelölték ki a másik űrhajóéval, ezek szerint a leszállást június 19-re jelölték ki.
Az egész repülés legproblémásabb részének a leszállásra való felkészülés bizonyult. A leszállásról szóló döntés után sort kerítettek egy gyakorlatra, amelynek során Tyereskovának manuális irányítással kellett űrhajójának helyzetét megváltoztatnia. A Vosztok-programban a leszállási folyamatot az irányítóközpont távirányítással vezérelte (rádión adták ki az űrhajó vezérlőrendszerének a parancsot az orientációra és a fékezésre), ám ennek meghiúsulása esetére volt egy tartalék megoldás, amellyel az űrhajós saját maga manuálisan is elvégezhette a légkörbe visszatéréshez szükséges fékezőmanővert. Ennek a manővernek a szimulálására a leszállás előtti napon kapott parancsot Tyereskova. Az űrhajó térbeli helyzetének pontos beállítására végzett manuális manőverek azonban nem sikerültek, az űrhajósnő két kísérletben is kudarcot vallott.

A leszállás előtti nap még egy negatív tapasztalatot hozott, Tyereskova váratlanul erős kimerültségét. Bár a rádióforgalmazásokban Tyereskova jó közérzetet jelentett, a kabinból sugárzott tévéadásban nagyon fáradtnak látszott és Kamanyin is fáradtnak ítélte meg a hangját a vele folytatott rádióbeszélgetések során. A fáradtságra végül akkor kapott az irányítás egyértelmű bizonyítékot, amikor a keringés Szovjetunió feletti szakaszában – éppen a leningrádi rádió követőállomás felett átrepülve – Tyereskova nem jelentkezett be rádión és az irányítás hívására sem reagált. Az irányítók aktiválták a kabinban a kamerát és felfedezték, hogy Tyereskova mélyen alszik, ezért nem válaszolt. A kabinvilágítás fel-, lekapcsolgatásával felébresztették az űrhajósnőt.

### A leszállás
Mivel a leszállási előkészületekhez létfontosságú volt egy sikeres manuális orientációs manőver Tyereskova részéről, Kamanyin tábornok utasította Jurij Gagarint, German Tyitovot és Andrian Nyikolajevet, hogy dolgozzanak ki valamilyen metódust, amivel az űrhajósnő sikerrel teljesítheti a feladatot. Az elemzés szerint Tyereskovának ki kellett csatolnia magát az ülésből, hogy jobban elérje az űrhajó kezelőszerveit. Ezzel a módszerrel az űrhajósnő sikeres manővert hajtott végre, elhárítva az elvi akadályt a leszállás elől. A repülés utolsó fázisa a moszkvai irányítóközpontból indított rádióparanccsal kezdődött, ami 48 orbitális keringés után beindította az űrhajó fékezőhajtóműveit. Az űrhajó letért a pályájáról és megkezdte a légkörbelépést, amelynek folyamatáról Tyereskova hiányosan jelentett az irányításnak, így a repülésirányítók nem tudták pontosan, hogy rendben zajlik-e minden. Később derült ki, hogy ez egy félreértésből fakadt: Tyereskova morze jelekkel küldte az információkat, ahogy kiképezték, de az irányítóközpontban nem figyelték ezt a kommunikációs sávot (Bikovszkij is hasonlóan tett, csak ő a morze mellett a hangsávon is jelentette szóban a leszállási adatokat).
Az irányítóközpontnak egészen addig nem volt információja a leszállás folyamatáról, míg egy a déli féltekén őrjáratozó hajó nem küldött információkat az űrhajó pályájának alakulásáról. Tyereskova állapotáról azonban semmilyen adat nem állt rendelkezésre a leszállás fázisában. Az űrhajósnő jól érezte magát, a leszállás is rendben zajlott le, egy apró rendellenességtől eltekintve – a sűrűbb légrétegekbe érve a hővédő pajzs (rendeltetésszerűen) izzani kezdett és darabokban vált le, közben mintha füst szivárgott volna a kabinba –.
Tyereskova földetérésére 1963. június 19-én 8:20-kor (UTC), 2 nap 22 óra 50 percnyi repülés után került sor, Bajevo falucskától 7 kilométerre délre, Barnaul városától 200 kilométerre nyugatra és Karagandi városától 620 kilométerre északkeletre. A tényleges leszállási pont végül kb. két fokkal északra tolódott el a tervezett leszállási helytől). A Vosztok-programban megszokott módon az űrhajósnő 6,5 kilométer magasan katapultált a kabinból, hogy a leszállást ejtőernyőn hajtsa végre. Az ereszkedést kisebb probléma zavarta meg: amikor Tyereskova felnézett az ernyő kupolájára, egy valahonnan lehulló fémdarab arcon találta, amitől az orra vérezni kezdett (más források szerint az ejtőernyős földetérés sikerült keményebbre és az orrát a sisakja fémkeretébe verte és úgy szerezte a sérülést az orrán). Az ejtőernyős leérkezés sem sikerült problémamentesre, Tyereskova a hátára érkezett, majd az erős szél belekapott az ernyőbe és meghempergette az űrhajósnőt.
A kutató-mentő egységek érkezéséig Tyereskova elgyalogolt a tőle kissé távolabb földet ért űrkabinig, ahol a korábbi leszállásokhoz hasonlóan helybeli parasztok voltak az elsők, akikkel kontaktusba került. A parasztok ételt adtak az űrhajósnőnek, amit ő készségesen elfogadott – tekintve, hogy az általa gusztustalannak talált űrételekből szinte alig fogyasztott és 3 nap után nagyon éhes volt – és a megmaradt űrételeket adta értük cserébe. Ezzel Tyereskova megszegte a műveleti szabályokat, nem volt ugyanius engedélyezve számára, hogy bizonytalan eredetű élelmiszert vegyen magához és ezzel a repülés utáni orvosi vizsgálatok eredményét befolyásolja. A helyszínre érkező repülőorvosnő szóvá is tette Tyereskovának a nyilvánvaló szabálysértést. Más beszámolók szerint az űrhajósnő más módon is szabályt sértett: a leszállást követően, már a földön tett meg néhány naplóbejegyzést, mintha azok még odafenn, a repülés ideje alatt születtek volna.

## Kutatási eredmények
- a kozmikus sugárzás erőssége növekszik a magassággal. Az eddigi biológiai kísérletek alapján tökéletes sugárvédelmet sikerült kialakítani az űrhajósok számára.
  - a földfelszíntől – 20 kilométerig egyenletes
  - 20 kilométertől – 60 kilométerig az intenzitás csökken,
  - 60 kilométertől – 500 kilométerig állandónak tekinthető,
  - 500 kilométertől ismét növekszik az intenzitás,
- a részecskesűrűség mérése megállapította, hogy a tengerszint magasságához képest folyamatosan csökkenő értékű,
- az űrhajók külső burkolatának minden négyzetcentiméternyi felületére átlagosan 2,5 – 14 óránként egyszer csapódik be egy mikrometeor. A kozmikus porszemcsék, mikrometeorok semmiféle kárt nem okoznak az űrhajók falán. Nagyobb, „magányos” meteorral tízezer évente egyszer találkozhat űrhajó
- bebizonyosodott, hogy a női szervezet megfelelően alkalmazkodik az űrbeli szolgálathoz,
- minden adatot automatikusan továbbítottak a földi adatrögzítő központba.